# Tusen ganger god natt
Tusen ganger god natt (Engelse titel: A thousand times good night) is een Iers-Noors-Zweedse film uit 2013, geregisseerd door Erik Poppe.

## Verhaal
Rebecca is een van 's werelds beste oorlogsfotografen. Wanneer ze een vrouwelijke zelfmoordterrorist volgt in Kabul, Afghanistan, neemt ze grote risico's en wordt ernstig gewond. Als ze terug thuis komt kunnen haar man en dochters er niet meer tegen dat ze voortdurend in gevaar leeft en ze stellen haar een ultimatum waarbij ze moet kiezen tussen haar baan of haar gezin. Haar keuze ligt voor de hand.

## Rolverdeling
| Acteur                | Personage |
| --------------------- | --------- |
| Juliette Binoche      | Rebecca   |
| Nikolaj Coster-Waldau | Marcus    |
| Maria Doyle Kennedy   | Theresa   |
| Larry Mullen jr.      | Tom       |
| Mads Ousdal           | Stig      |

## Productie
De film ging op 31 augustus in première op het internationaal filmfestival van Montreal waar hij de Special Grand Prix of the jury won. De film werd in 2014 genomineerd voor zes Noorse Amandaprisen waarvan er drie gewonnen werden (beste film, beste cinematografie en beste muziek).

## Prijzen en nominaties
De belangrijkste:
| Jaar | Prijs        | Categorie            | Genomineerde(n)          | Uitslag  |
| ---- | ------------ | -------------------- | ------------------------ | -------- |
| 2014 | Amandaprisen | Beste film           |                          | Gewonnen |
| 2014 | Amandaprisen | Beste cinematografie | John Christian Rosenlund | Gewonnen |
| 2014 | Amandaprisen | Beste muziek         | Armand Amar              | Gewonnen |